# Gomont
Gomont település Franciaországban, Ardennes megyében. Lakosainak száma 320 fő (2022. január 1.). Gomont Balham, Blanzy-la-Salonnaise, Herpy-l’Arlésienne és Saint-Germainmont községekkel határos.

## Népesség
A település népességének változása:
| Lakosok száma | 394  | 309  | 292  | 319  | 353  | 339  | 326  | 326  | 324  | 320  |
|               | 1968 | 1982 | 1990 | 2006 | 2013 | 2015 | 2017 | 2019 | 2020 | 2022 |